# 阿国错
阿国错是一个位于中国西藏自治区那曲地区的湖泊，面积约为1.45平方千米，属于青藏高原。它的一级流域为内流区诸河，二级流域为藏北内流区。